# 強迫行為
強迫行為（英語：Compulsive behavior），又稱作態行為，是一種重複與持續的行為，當事人無法由這種行為中獲得益處或滿足感，但難以停止去做這種行為的內在衝動。這類行為在一般人的身上普遍可以被觀察到，可能是受內心的憂慮與焦慮情緒所引發，通常是輕微的、有限度的重複行為，未至於病態。强迫行为的一个主要原因被认为是强迫症。

## 强迫症、成瘾与强迫行为的关系
强迫症和成瘾的核心特征是强迫行为。人们脑中犒赏系统对刺激的不当反应导致了成瘾，而强迫是强迫症面临的一种障碍，强迫症的典型症状之一是清洗和检查。
虽然并非所有强迫行为都是成瘾，但一些强迫性行为已被确认为属于行为成瘾。

## 出现率
现今，世界上约有 5000 万人被认为是患有某种类型的强迫症。强迫症比其他类型的心理问题更隐秘，因为许多表现出强迫行为的人会声称自己或他人的强迫行为不是一种需要解决的问题，他们可能会在寻求帮助之前忍受这种情况多年。

## 各種強迫行為

### 購物
购物强迫的特点是由于过度购物而导致一个人的生活受到损害，例如财务问题或家庭问题。这种强迫行为的患病率在全球范围内约为 5.8%，受这种行为影响的约八成都是女性，并且这种强迫行为没有经过证实的治疗方法。